# 영원의 진리
영원의 진리에 대해 설명한다.
라이프니츠는 진리(眞理)를 '이성의 진리'와 '사실(事實)의 진리'로 구별했다. 전자는 그 반대가 모순을 포함하는 필연적인 진리로서 흔히 영원(永遠)의 진리라고 하며 모순율(矛盾律)에 바탕을 둔다. 그러나 모순율이란 모순의 존재를 거부할 뿐인 것이며, 이러한 종류의 진리는 단순히 사상(事象)의 가능성을 나타내는 것에 불과하다. 후자는 우연적 성격을 지니며 그 반대가 모순을 포함하는 것은 아니다. 이것의 근거로서 라이프니츠는 충족이유율을 들고 있다.